# حامد الجبوري
حامد علوان الجبوري، (آذار (مارس) 1932 - 18 كانون الأول (ديسمبر) 2017)، سياسي ووزير خارجية ودبلوماسي عراقي سابق. ويعتبر أحد المؤسسين لحركة القوميين العرب.

## حياته ومسيرته السياسية
ولد حامد علوان الجبوري في مرابع قبيلة الجبور في منطقة الطليعة بالقرب من مدينة الحلة في محافظة بابل في العراق في شهر مارس/ آذار من عام 1932، وأنهى دراسته الثانوية في بغداد عام 1948، ثم سافر إلى لبنان ليدرس في الجامعة الأميركية في بيروت ودرس العلوم السياسية، وانتمى في نفس العام إلى حزب البعث ثم ترك الحزب بعد انقلاب حسني الزعيم في سوريا عام 1949، وفي عام 1951 كان أحد المؤسسين لحركة القوميين العرب.
تخرج حامد الجبوري من قسم العلوم السياسية من الجامعة الأميركية في بيروت عام 1952، ثم عاد بعد عام إلى العراق واستمر كعضو مؤسس وناشط في حركة القوميين العرب. وفي عام 1958 اعتقل للمرة الأولى في شهر ديسمبر/كانون الأول من قبل نظام الزعيم عبد الكريم قاسم بتهمة التآمر ضد السلطة، وفي السجن تعرف على كثير من قيادات حزب البعث وعلى رأسهم الرئيس أحمد حسن البكر، وخرج من السجن في أغسطس/آب 1961 ثم عاد إليه مرة أخرى وبقي به إلى منتصف عام 1962.
أسس صحيفة الشعب اليومية بعد حركة 8 شباط 1963، وفي عام 1967 عين مديراً للإعلام في وزارة الثقافة والإعلام، وأصبح عضواً فاعلاً في حزب البعث الذي كان تشكيله سرياً آنذاك، وفي يوليو/تموز عام 1967 التقى للمرة الأولى مع صدام حسين، وشارك في الترتيب لثورة 17 تموز 1968 الذي جاء بحزب البعث للسلطة وعين في الحادي والثلاثين من يوليو/تموز عام 1968 وزيراً لشؤون رئاسة الجمهورية، ومديراً لمكتب الرئيس أحمد حسن البكر، وفي عام 1969 أصبح وزيراً للإعلام والثقافة حتى عام 1971 ثم أصبح وزيراً للشباب حتى عام 1972. وفي منتصف عام 1973 عاد مرة أخرى وزيراً للإعلام والثقافة حتى منتصف حزيران/يونيو 1974، وفي نفس الفترة انتخب رئيساً للاتحاد العام لشباب العراق، وفي عام 1975 أصبح وزيرا للدولة حيث كلف حتى عام 1977 بالتنسيق بين السلطة المركزية ومؤسسات الحكم الذاتي لمنطقة كردستان العراق، ثم في نفس العام شغل منصب وزير دولة مكلفاً بادارة مكتب «سكرتير» السيد نائب رئيس مجلس قيادة الثورة، ثم عين وزير دولة للشؤون الخارجية وبقي في منصبه إلى سبتمبر/أيلول 1984 حيث أعفي بمرسوم رئاسي من الرئيس صدام حسين.
في عام 1986 عين سفيرا للعراق لدى سويسرا حتى عام 1989 ثم مندوب العراق الدائم لدى الجامعة العربية وسفيراً للعراق لدى تونس ومنظمة التحرير الفلسطينية حتى عام 1993 حين أعلن انشقاقه على نظام صدام حسين في مؤتمر صحفي عقده في لندن في 1 أغسطس/آب 1993. واتهمته الجهات العراقية الموالية لنظام الرئيس صدام حسين بسرقة واختلاس أموال السفارة ومصروفاتها قبل الانشقاق، ولقد عمل بالوكالة أثناء توليه العمل الوزاري وزيراً للخارجية والداخلية والصحة والإسكان والعمل والتعليم والبحث العلمي ورئيساً لديوان رئاسة الجمهورية العراقية ومثل دولته العراق في كثير من المؤتمرات العربية والدولية طوال خمسة وعشرين عاما.
لديه عدة حلقات تلفازية مسجلة من برنامج (شاهد على العصر) الذي يعرض على قناة الجزيرة الفضائية ويقدمه الاعلامي أحمد منصور وتحدث فيها الجبوري عن وضع الدولة العراقية وعن طريقة إدارة البلاد في تلك المراحل التي كان يشغل فيها جزء من السلطة.

## وفاته
توفى حامد الجبوري في يوم الاثنين 18 كانون الأول 2017 في لندن.

## وصلات خارجية
وثائقي شاهد على العصر